# Internationale Astronomiske Union
Den Internationale Astronomiske Union (IAU) forener de nationale astronomiske foreninger fra hele verden. Foreningen er medlem af "The International Council of Science" (ICSU). Det er den mest anerkendte autoritet, når det kommer til navngivning af stjerner, planeter, asteroider og andre himmellegemer og -fænomener.
Arbejdsgruppen "The Working Group for Planetary System Nomenclature" hører under IAU og står for vedligeholdelse af astronomiske navngivnings-konventioner.

## Historie og medlemstal
IAU blev grundlagt i 1919 ved en sammenlægning af en række internationale projekter såsom Carte du Ciel, Solar Unionen og det internationale tidsbureau (Bureau Internationale de l'Heure). Den første præsident for foreningen var Benjamin Baillaud. I årene 1970 - 1973 var den danske astronom Bengt Strömgren formand. To danske astronomer har været indehavere af den administrative post som generalsekretær, nemlig Richard West (1982 - 1985) og Johannes Andersen (1997 - 2000).
Foreningen har i øjeblikket 9040 individuelle medlemmer, dvs. hovedsagelig professionelle astronomer på ph.d. niveau. Desuden er der 63 nationale medlemmer, dvs. lande der samarbejder med IAU. 87 % af medlemmerne er mænd, 13 % er kvinder. Siden 2018 er en:Ewine van Dishoeck præsident for foreningen.
IAU afholder generalforsamling hvet 3. år, senest i 2018 i Wien. Næste gang bliver i 2021 i Busan, Sydkorea.

## Eksterne links
- Foreningens hjemmeside